# أدولف كيلر
أدولف كيلر هو عالم عقيدة سويسري، ولد في 7 فبراير 1872 في Rüdlingen ‏ في سويسرا، وتوفي في 10 فبراير 1963 في لوس أنجلوس في الولايات المتحدة.

## وصلات خارجية
- أدولف كيلر على موقع مونزينجر (الألمانية)